# Rolf Stenson
Rolf Sixten Stenson, född 12 maj 1924 i Västerlanda församling, död 15 september 2004 i Västerlanda, var en svensk målare, tecknare och grafiker.
Han var son till sågverksägaren Sten Nilsson och Ruth Johansson och från 1961 gift med Maria del Pilar Muñoz López. Stenson studerade vid Akademie der bildenden Künste Wien 1953–1954 och under ett flertal studieresor till Spanien varje år mellan 1957 och 1962. Efter studierna i Wien tillbringade några månader bland kollegor i Paris. Så småningom hamnade Rolf Stenson i Spanien, bland annat i Altea. Han målade både landskap med motiv från Sverige och Spanien samt människor, flera av dessa målningar och teckningar sålde han till Sverige. I Altea lärde han känna Maria Pilar Muñoz Lopez, och efter att de gift sig kom de till Sverige 1962.
Han hade separatutställningar hos konstklubben Portal i Göteborg 1955, i Kalmar 1960 och i Vänersborg 1961. Vidare deltog han 1954 och 1958 i Göteborgs konstförenings "Decemberutställningar" i Konsthallen i Göteborg. Han hade utställningar i Vänersborg 1963 och 1965, Göta Älvdalens Konstförenings salonger i Vänersborg och Trollhättan 1963–1964 samt Älvsborgssalongen i Alingsås 1965. Han räknades som en säker och sensibel tecknare och utförde flera illustrationer för olika uppdragsgivare. 
Rolf Stensons konst finns representerad i Spanien, Norge, Finland och USA, men även i Sverige, dels i Skåne men mest kring Lilla Edet, Trollhättan, Vänersborg och Uddevalla. Både i privata som offentliga samlingar.